# Palazzo Vastarini Cresi
Il Palazzo Vastarini Cresi, talvolta citato semplicemente come Palazzo Cresi, è un palazzo storico della città italiana dell'Aquila.

## Storia
Il palazzo venne edificato nel 1548 dai marchesi Cresi, probabilmente inglobando nella struttura una preesistente casa a torre d'origine medievale. Il casato dei Cresi era in piena ascesa sociale nell'aquilano e, a partire dal 1661, ascritto alla nobiltà romana. Pochi anni dopo, nel 1703, l'edificio venne devastato dal Grande Terremoto che causò anche la morte di Alessandro Cresi, all'epoca camerlengo cittadino.
Il palazzo venne quindi ricostruito, a partire dal 1712, rivoluzionandone l'impianto architettonico e sostituendo tutti i soffitti a cassettoni, crollati in seguito al sisma, con volte a padiglione ancorate alle travi del tetto. Un ulteriore restauro (o forse il completamento del precedente) è datato al 1754. Nel secolo successivo, il matrimonio tra Domenico Vastarini e Fortunata Cresi portò alla nuova denominazione del casato e, dunque, del palazzo di famiglia.
La struttura subì danneggiamenti anche dal terremoto della Marsica del 1915 e venne nuovamente restaurato una prima volta nel 1950 ed una seconda nel 1974, anno in cui furono rimosse le volte a padiglione, pesantemente lesionate. L'ennesima sequenza sismica nel 2009 ha reso necessario un ulteriore e profondo restauro i cui lavori sono iniziati nel 2013.

## Descrizione
Palazzo Cresi è situato sul decumano principale della città, via Roma, nel cuore del quarto di San Pietro, ossia in corrispondenza della piazza con la chiesa capoquarto di cui costituisce una quinta insieme a Palazzo Porcinari. Più dettagliatamente è posto all'angolo tra via Roma e via San Domenico.
Della struttura originaria cinquecentesca, probabilmente ben più alta dell'attuale, rimangono l'impianto del piano terra e le due facciate lasciate in bugnato. La principale su via Roma è caratterizzata da un paramento in bozze a corsi sdoppiati e convergenti e presenta — addossate nella parte centrale come in Palazzo Fibbioni — un sistema di bucature composto orizzontalmente da cinque elementi con il portale sull'asse centrale. L'edificio ingloba al suo interno anche il monastero di Santa Teresa.